# Eleanor Arnason
Eleanor Atwood Arnason, née le 28 décembre 1942 à New York, est une autrice américaine de romans et de nouvelles de science-fiction.
Sa première nouvelle publiée, intitulée A Clear Day in the Motor City, est apparue dans New Worlds en 1973. Son travail dépeint souvent des changements et des conflits culturels, généralement du point de vue de personnages qui ne peuvent pas ou ne veulent pas vivre selon les règles de leur propre société. Cette orientation anthropologique a conduit beaucoup à comparer sa fiction à celle d'Ursula K. Le Guin.
Eleanor Arnason a remporté le premier prix James Tiptree, Jr. 1991 et le prix Mythopoeic 1992 pour Les Nomades du fer puis elle a remporté le prix Gaylactic Spectrum pour la meilleure fiction courte (en) pour Dapple et le prix HOMer pour sa nouvelle Stellar Harvest. Stellar Harvest a également été nommé pour le prix Hugo de la meilleure nouvelle longue 2000. Elle a ensuite été nommée pour deux prix Nebula : son roman court The Potter of Bones a été finaliste du prix Nebula du meilleur roman court 2003 et sa nouvelle Knapsack Poems (en) a été finaliste du prix Nebula de la meilleure nouvelle courte 2003. En 2004, elle a été l'invitée d'honneur du Wiscon. Elle vit dans le Minnesota.

## Biographie
Eleanor Arnason naît le 28 décembre 1942 à New York. Ses parents sont Elizabeth Hickcox Yard Arnason, une travailleuse sociale qui a passé son enfance dans une communauté missionnaire de Chine de l'Ouest (en) et H. Harvard Arnason (en), un homme d'origine islandaise né au Canada, qui a travaillé comme historien de l'art et est devenu directeur du Walker Art Center à Minneapolis au Minnesota, en 1951. Eleanor Arnason est la nièce de la féministe américaine Molly Yard et ses grands-parents maternels étaient tous deux des missionnaires méthodistes. Cette influence méthodiste serait visible dans ses œuvres, notamment dans Ring of Swords.
De 1949 à 1960, Eleanor Arnason et ses parents ont vécu dans la « Idea House # 2 » de Walker, une habitation futuriste construite à côté du Walker Art Center. Eleanor Arnason a déclaré que son expérience grandissante autour d'artistes d'avant-garde dans une maison futuriste, en plus de l'influence de sa mère féministe et socialiste, a contribué à ses préoccupations pour l'avenir, et par conséquent à aborder la science-fiction. Avant 1949, la famille d'Eleanor Arnason déménageait fréquemment : de New York à Chicago, Washington, Londres, Paris et Minneapolis-Saint Paul[réf. souhaitée].
Elle est diplômée du Swarthmore College en 1964, obtenant un BA en histoire de l'art, et a poursuivi ses études supérieures à l'Université du Minnesota, jusqu'en 1967. Elle a passé les sept années suivantes à travailler comme commis de bureau à Brooklyn puis à Detroit. Son passage dans cet environnement de cols bleus et de diversité raciale a contribué à façonner sa compréhension de la conscience de classe, des conflits et de révolution, des notions qui se reflètent dans ses œuvres. Eleanor Arnason est retourné à Minneapolis-Saint Paul en 1974 et a continué à travailler dans des bureaux, des entrepôts, un grand musée d'art et, plus récemment, une série de petites organisations à but non lucratif consacrées à l'histoire, à la paix, à la justice et à l'art.
Depuis 1994, elle écrit de la fiction courte. Elle a pris sa retraite en 2009 et écrit maintenant à plein temps.

## Politique
Les questions qui transpirent le plus dans la vie et les écrits d'Eleanor Arnason englobent le féminisme, la paix, la justice sociale, le soutien au mouvement syndical et une profonde conviction que le racisme et toutes les formes de préjugés doivent être combattus. City Pages (en) a classé les œuvres d'Eleanor Arnason dans le domaine de la politique radicale.
Ayant atteint l'âge adulte au cours du féminisme de la deuxième vague, Eleanor Arnason a inclus le genre et la sexualité comme thèmes centraux dans son travail, notamment dans sa collection d'histoires de Hwarhath, dans lesquelles elle « voulait créer une société dans laquelle l'amour homosexuel était normal et l'amour hétérosexuel était anormal, une sorte d'expérience de pensée. Et parce que les Américains contemporains ont des idées très rigides sur ce qui est normal » Les histoires de Hwarhath ont également abordé les questions des rôles de genre et des droits reproductifs.
Elle a été profondément affectée par la période McCarthy, notamment en raison de la manière dont les enfants ont appris à se protéger contre l'anéantissement nucléaire. Elle s'est impliquée dans l'Union des étudiants pour la paix et a assisté à des manifestations pendant la crise des missiles de Cuba. Ring of Swords, le roman Hwarhath d'Eleanor Arnason, illustre la consolidation de la paix après une longue guerre; une entreprise à la fois représentative des convictions de paix d'Eleanor Arnason et de la politique de faites l'amour, pas la guerre des années 1960.
En 1963, Eleanor Arnason prend part à la Marche sur Washington pour l'emploi et la liberté avec sa mère. Cela a eu un impact profond qui se reflète dans son histoire Big Brown Mama and Brer Rabbit dans laquelle Brer Rabbit se transforme en un homme afro-américain au début du 20e siècle. Eleanor Arnason a souvent opté pour des personnages de diverses races, y compris, mais sans s'y limiter, une héroïne d'origine chinoise dans Les Nomades du fer et une héroïne hispanique dans Ring of Swords. De plus, ses histoires de Lydia Duluth présentent un avenir dans lequel une écrasante majorité d'humains ont des peaux aux tons brun foncé et noir comme la meilleure protection contre le rayonnement de nombreuses étoiles.
Eleanor Arnason avait une politique militante intermittente en dehors de son travail d'autrice, travaillant dans un bureau de campagne à New York, collectant et transportant des fournitures pour les mineurs de charbon en grève dans le Kentucky, devenant responsable local et national de la National Writers Union (en) et s'engageant dans le Minnesota Democratic-Farmer-Labor Party.

## Œuvres

### Romans indépendants
- (en) The Sword Smith, 1978  (ISBN 978-0895160287)
- (en) To the Resurrection Station, 1986  (ISBN 978-0380751105)
- (en) Daughter of the Bear King, 1987  (ISBN 978-0380751099)
- Les Nomades du fer, Argyll, 2023 ((en) A Woman of the Iron People, 1991  (ISBN 978-0688103750)), trad. Patrick Dechesne, 592 p.  (ISBN 978-2-492-40385-9)Prix James Tiptree, Jr. 1991 et prix Mythopoeic 1992

### Recueils de nouvelles
- (en) Ordinary People, 2005  (ISBN 978-0974655901)
- (en) Mammoths of the Great Plains  (ISBN 978-1604860757)
- (en) Big Mama Stories, 2013  (ISBN 978-1619760295)
- (en) Hidden Folk, 2014  (ISBN 978-0990393405)

### Nouvelles indépendantes
- (en) A Clear Day in the Motor City, 1973
- (en) The Warlord of Saturn's Moons, 1974
- (en) Ace 167, 1974
- (en) The House by the Sea, 1975
- (en) The Face on the Barroom Floor, 1976Écrit avec Ruth Berman (en).
- (en) Going Down, 1977
- (en) A Ceremony of Discontent, 1981
- (en) The Ivory Comb, 1982
- (en) Glam's Story, 1987
- (en) Among the Featherless Bipeds, 1988
- (en) A Brief History of the Order of St. Cyprian the Athlete, 1992
- (en) The Dog's Story, 1996
- (en) The Venetian Method, 1998
- (en) Feeding the Mother: A Hwarhath Religious Religious Anecdote, 1998
- (en) The Grammarian's Five Daughters, 1999
- (en) Origin Story, 2000
- (en) Moby Quilt, 2001
- (en) The Lost Mother: A Story Told by the Divers, 2002
- (en) Knapsack Poems, 2002
- (en) The Potter of Bones, 2002
- (en) Big Black mama and Tentacle Man, 2003
- (en) Big Ugly Mama and the Zk, 2003
- (en) Big Green Mama Falls in Love, 2006Parue dans l'anthologie Eidolon I éditée par Jonathan Strahan (en) et Jeremy G. Byrne (d)
- (en) The Diner, 2008
- (en) Patrick and Mr. Bear: A True Story, 2010
- (en) Mammoths of the Great Plains, 2010
- (en) My Husband Steinn, 2011
- (en) The Woman Who Fooled Death Five Times, 2012
- (en) Big Red Mama in Time and Morris, Minnesota, 2013
- (en) Big Brown Mama and Brer Rabbit, 2013
- (en) Kormak the Lucky, 2013
- (en) Ruins, 2015Parue dans l'anthologie Old Venus[7]
- (en) Daisy, 2017
- (en) Mines, 2017
- Loft le Sorcier, 2020 ((en) Loft the Sorcerer, 2018)Parue dans l'anthologie Sorciers et Magie
- (en) The Graveyard, 2021
- (en) Laki, 2021
- (en) Grandmother Troll, 2022

### SérieHwarhath
- (en) Ring of Swords, 1993  (ISBN 978-0312855185)
- (en) The Hound of Merin, 1993
- (en) The Semen Thief, 1994
- (en) The Lovers, 1994
- (en) The Small Black Box of Morality, 1996
- (en) The Gauze Banner, 1998
- (en) Dapple: A Hwarhath Historical Romance, 1999
- (en) The Actors, 1999
- (en) The Garden: A Hwarhath Science Fictional Romance, 2004
- (en) Holmes Sherlock: A Hwarhath Mystery, 2012

### SérieLydia Duluth
- (en) Stellar Harvest, 1999
- (en) The Cloud Man, 2000
- (en) Lifeline, 2001
- (en) Tomb of the Fathers, 2010
- (en) Tunnels, 2020

### Poèmes
- (en) Poem (untitled), 1976
- (en) The Land of Ordinary People, 1985
- (en) On the Border, 1986
- (en) On Writing, 1986
- (en) There Was an Old Lady ..., 1987
- (en) Clean House Poem, 1988
- (en) Mars Poem, 1988
- (en) Poem Written After I Read an Article Which Argued That Birds Are Descended From Dinosaurs, 1988
- (en) Dragon Poem, 1989
- (en) Amnita and the Giant Stinginess, 1990
- (en) The Glutton: A Goxhat Accounting Chant, 2001
- (en) Song from the Kalevala, 2003
- (en) Colline's Coat, 2003
- (en) On Seeing Bellini's Opera The Capulets and Montagues..., 2003

## Anthologies en tant qu'éditrice
- (en) Time Gum and Other Poems from the Minicon Poetry Readings, Rune Press, 1988